# Premier League Goal of the Month
El premio Premier League Goal of the Month es el reconocimiento que se le concede cada mes al mejor gol de la Premier League inglesa a partir de la temporada 2016-2017. El vencedor, escogido la primera semana del mes siguiente, es designado por el actual patrocinador del campeonato, Carling.

## Palmarés

### Ganadores
| Mes                    | Año  | Nacionalidad    | Jugador             | Equipo                 | Resultado | Oponente                | Fecha                    | Ref.   |
| ---------------------- | ---- | --------------- | ------------------- | ---------------------- | --------- | ----------------------- | ------------------------ | ------ |
| Premier League 2016-17 |      |                 |                     |                        |           |                         |                          |        |
| Agosto                 | 2016 | Uruguay         | Cristhian Stuani    | Middlesbrough          | 1-0       | Sunderland              | 8 de agosto de 2016      | [ 1 ]  |
| Septiembre             | 2016 | Inglaterra      | Jordan Henderson    | Liverpool              | 2–0       | Chelsea                 | 16 de septiembre de 2016 | [ 2 ]  |
| Octubre                | 2016 | Francia         | Dimitri Payet       | West Ham United        | 1-1       | Middlesbrough           | 1 de octubre de 2016     | [ 3 ]  |
| Noviembre              | 2016 | España          | Pedro               | Chelsea                | 1-1       | Tottenham Hotspur       | 26 de noviembre de 2016  | [ 4 ]  |
| Diciembre              | 2016 | Armenia         | Henrikh Mkhitaryan  | Manchester United      | 3-0       | Sunderland              | 26 de diciembre de 2016  | [ 5 ]  |
| Enero                  | 2017 | Inglaterra      | Andy Carroll        | West Ham United        | 2-0       | Crystal Palace          | 14 de enero de 2017      | [ 6 ]  |
| Febrero                | 2017 | Bélgica         | Eden Hazard         | Chelsea                | 2-0       | Arsenal                 | 4 de febrero de 2017     | [ 7 ]  |
| Marzo                  | 2017 | Inglaterra      | Andros Townsend     | Crystal Palace         | 2-0       | West Bromwich Albion    | 4 de marzo de 2017       | [ 8 ]  |
| Abril                  | 2017 | España          | Pedro               | Chelsea                | 1-0       | Everton                 | 30 de abril de 2017      | [ 9 ]  |
| Premier League 2017-18 |      |                 |                     |                        |           |                         |                          |        |
| Agosto                 | 2017 | Inglaterra      | Charlie Daniels     | Bournemouth            | 1-0       | Manchester City         | 26 de agosto de 2017     | [ 10 ] |
| Septiembre             | 2017 | Ecuador         | Antonio Valencia    | Manchester United      | 1-0       | Everton                 | 17 de septiembre de 2017 | [ 11 ] |
| Octubre                | 2017 | Morocco         | Sofiane Boufal      | Southampton            | 1-0       | West Bromwich Albion    | 21 de octubre de 2017    | [ 12 ] |
| Noviembre              | 2017 | Inglaterra      | Wayne Rooney        | Everton                | 3-0       | West Ham United         | 29 de noviembre de 2017  | [ 13 ] |
| Diciembre              | 2017 | Inglaterra      | Jermain Defoe       | Bournemouth            | 2-2       | Crystal Palace          | 9 de diciembre de 2017   | [ 14 ] |
| Enero                  | 2018 | Brasil          | Willian             | Chelsea                | 2-0       | Brighton & Hove Albion  | 20 de enero de 2018      | [ 15 ] |
| Febrero                | 2018 | Kenya           | Victor Wanyama      | Tottenham Hotspur      | 1-1       | Liverpool               | 4 de febrero de 2018     | [ 16 ] |
| Marzo                  | 2018 | Inglaterra      | Jamie Vardy         | Leicester City         | 1-1       | West Bromwich Albion    | 10 de marzo de 2018      | [ 17 ] |
| Abril                  | 2018 | Dinamarca       | Christian Eriksen   | Tottenham Hotspur      | 1-1       | Chelsea                 | 1 de abril de 2018       | [ 18 ] |
| Premier League 2018-19 |      |                 |                     |                        |           |                         |                          |        |
| Agosto                 | 2018 | Costa de Marfil | Jean Michaël Seri   | Fulham                 | 1-0       | Burnley                 | 26 de agosto de 2018     | [ 19 ] |
| Septiembre             | 2018 | Inglaterra      | Daniel Sturridge    | Liverpool              | 1-1       | Chelsea                 | 29 de septiembre de 2018 | [ 20 ] |
| Octubre                | 2018 | Gales           | Aaron Ramsey        | Arsenal                | 3-1       | Fulham                  | 4 de octubre de 2018     | [ 21 ] |
| Noviembre              | 2018 | Corea del Sur   | Son Heung-min       | Tottenham Hotspur      | 3-1       | Chelsea                 | 14 de noviembre de 2018  | [ 22 ] |
| Diciembre              | 2018 | Inglaterra      | Andros Townsend     | Crystal Palace         | 2-1       | Manchester City         | 22 de diciembre de 2018  | [ 23 ] |
| Enero                  | 2019 | Alemania        | André Schürrle      | Fulham                 | 1-0       | Burnley                 | 12 de enero de 2019      | [ 24 ] |
| Febrero                | 2019 | Suiza           | Fabian Schär        | Newcastle United       | 1-0       | Burnley                 | 26 de febrero de 2019    | [ 25 ] |
| Marzo                  | 2019 | Francia         | Anthony Knockaert   | Brighton & Hove Albion | 2-1       | Crystal Palace          | 9 de marzo de 2019       | [ 26 ] |
| Abril                  | 2019 | Bélgica         | Eden Hazard         | Chelsea                | 1-0       | West Ham United         | 8 de abril de 2019       | [ 27 ] |
| Premier League 2019-20 |      |                 |                     |                        |           |                         |                          |        |
| Agosto                 | 2019 | Inglaterra      | Harvey Barnes       | Leicester City         | 2-1       | Sheffield United        | 24 de agosto de 2019     | [ 28 ] |
| Septiembre             | 2019 | Malí            | Moussa Djenepo      | Southampton            | 1-0       | Sheffield United        | 14 de septiembre de 2019 | [ 29 ] |
| Octubre                | 2019 | Inglaterra      | Matty Longstaff     | Newcastle United       | 1-0       | Manchester United       | 6 de octubre de 2019     | [ 30 ] |
| Noviembre              | 2019 | Bélgica         | Kevin De Bruyne     | Manchester City        | 2-1       | Newcastle United        | 30 de noviembre de 2022  | [ 31 ] |
| Diciembre              | 2019 | Corea del Sur   | Son Heung-min       | Tottenham Hotspur      | 3-0       | Burnley                 | 7 de diciembre de 2019   | [ 32 ] |
| Enero                  | 2020 | Irán            | Alireza Jahanbakhsh | Brighton & Hove Albion | 1-1       | Chelsea                 | 1 de enero de 2020       | [ 33 ] |
| Febrero                | 2020 | República Checa | Matěj Vydra         | Burnley                | 2-1       | Southampton             | 15 de febrero de 2020    | [ 34 ] |
| Junio                  | 2020 | Portugal        | Bruno Fernandes     | Manchester United      | 3-0       | Brighton & Hove Albion  | 30 de junio de 2020      | [ 35 ] |
| Julio                  | 2020 | Bélgica         | Kevin De Bruyne     | Manchester City        | 5-0       | Norwich City            | 26 de julio de 2020      | [ 36 ] |
| Premier League 2020-21 |      |                 |                     |                        |           |                         |                          |        |
| Septiembre             | 2020 | Inglaterra      | James Maddison      | Leicester City         | 5-2       | Manchester City         | 27 de septiembre de 2020 | [ 37 ] |
| Octubre                | 2020 | Argentina       | Manuel Lanzini      | West Ham United        | 3-3       | Tottenham Hotspur       | 18 de octubre de 2020    | [ 38 ] |
| Noviembre              | 2020 | Nigeria         | Ola Aina            | Fulham                 | 2-0       | West Bromwich Albion    | 2 de noviembre de 2020   | [ 39 ] |
| Diciembre              | 2020 | Costa de Marfil | Sébastien Haller    | West Ham United        | 1-1       | Crystal Palace          | 16 de diciembre de 2020  | [ 40 ] |
| Enero                  | 2021 | Egipto          | Mohamed Salah       | Liverpool              | 3-1       | West Ham United         | 31 de enero de 2021      | [ 41 ] |
| Febrero                | 2021 | Portugal        | Bruno Fernandes     | Manchester United      | 3-3       | Everton                 | 6 de enero de 2021       | [ 42 ] |
| Marzo                  | 2021 | Argentina       | Erik Lamela         | Tottenham Hotspur      | 1–2       | Arsenal                 | 14 de marzo de 2021      | [ 43 ] |
| Abril                  | 2021 | Inglaterra      | Jesse Lingard       | West Ham United        | 3-2       | Wolverhampton Wanderers | 5 de abril de 2021       | [ 44 ] |
| Mayo                   | 2021 | Uruguay         | Edinson Cavani      | Manchester United      | 1-1       | Fulham                  | 18 de mayo de 2021       | [ 45 ] |
| Premier League 2021-22 |      |                 |                     |                        |           |                         |                          |        |
| Agosto                 | 2021 | Inglaterra      | Danny Ings          | Aston Villa            | 2-0       | Newcastle United        | 21 de agosto de 2021     | [ 46 ] |
| Septiembre             | 2021 | Inglaterra      | Andros Townsend     | Everton                | 3-1       | Burnley                 | 14 de septiembre de 2021 | [ 47 ] |
| Octubre                | 2021 | Egipto          | Mohamed Salah       | Liverpool              | 2–2       | Manchester City         | 3 de octubre de 2021     | [ 48 ] |
| Noviembre              | 2021 | España          | Rodri               | Manchester City        | 3–0       | Everton                 | 21 de noviembre de 2021  | [ 49 ] |
| Diciembre              | 2021 | Francia         | Alexandre Lacazette | Arsenal                | 3-0       | Southampton             | 11 de diciembre de 2021  | [ 50 ] |
| Enero                  | 2022 | Croacia         | Mateo Kovačić       | Chelsea                | 2-2       | Liverpool               | 2 de enero de 2022       | [ 51 ] |
| Febrero                | 2022 | Costa de Marfil | Wilfried Zaha       | Crystal Palace         | 1-1       | Norwich City            | 10 de febrero de 2022    | [ 52 ] |
| Marzo                  | 2022 | Portugal        | Cristiano Ronaldo   | Manchester United      | 1-0       | Tottenham Hotspur       | 12 de marzo de 2022      | [ 53 ] |
| Abril                  | 2022 | Paraguay        | Miguel Almirón      | Newcastle United       | 1-0       | Crystal Palace          | 20 de abril de 2022      | [ 54 ] |
| Premier League 2022-23 |      |                 |                     |                        |           |                         |                          |        |
| Agosto                 | 2022 | Francia         | Allan Saint-Maximin | Newcastle United       | 1-1       | Wolverhampton Wanderers | 28 de agosto de 2022     | [ 55 ] |
| Septiembre             | 2022 | Inglaterra      | Ivan Toney          | Brentford              | 3-1       | Leeds United            | 3 de septiembre de 2022  | [ 56 ] |
| Octubre                | 2022 | Paraguay        | Miguel Almirón      | Newcastle United       | 2-0       | Fulham                  | 1 de octubre de 2022     | [ 57 ] |

## Máximos ganadores
| Jugador          | Cantidad |
| ---------------- | -------- |
| Christian Stuani | 1        |
| Jordan Henderson | 1        |
| Dimitri Payet    | 1        |
| Henrij Mjitarián | 1        |
| Pedro Rodríguez  | 1        |
| Andy Carroll     | 1        |